# Teplárna Liberec
Teplárna Liberec, a.s. je již téměř 50 let[kdy?] dodavatelem tepelné a elektrické energie pro Liberec a Vratislavice. 

## Údaje o teplárně
Teplárna je technologicky propojena se společností Termizo, která produkuje termicky zpracovaný odpad. Od ní teplárna celoročně odebírá páru, která je hlavním zdrojem paliva pro výrobu energie. Jako doplňkové palivo používala v různých letech teplárna zemní plyn či TTO.
V roce 2022 teplárna disponovala instalovaným tepelným výkonem 99 MW na hlavním zdroji, 11 MW ve špičkové kotelně a 6 MW v kotelně na Františkově. Zdrojovou základnou pro výrobu elektrické energie jsou tři kogenerační jednotky o výkonu 3,6 MW. 
Distribuční soustava zahrnuje 38,1 km primárních a 34,1 km sekundárních rozvodů.
Na začátku roku 2012 teplárna zásobovala teplem téměř 19 000 libereckých domácností, 18 průmyslových areálů a 146 odběratelů ze sektoru služeb. O deset let později pak byla dodavatelem tepelné energie pro vytápění a ohřev TUV pro 13 000 domácností, 120 odběratelů z terciární sféry a 10 průmyslových podniků.

## Historie
Teplárna byla vystavěna v rámci pětiletky jako centrální zdroj tepla pro rozrůstající se průmysl a sídliště vzniklá v 70. letech. Smyslem bylo nahradit stávající lokální výtopny a zabránit výstavbě nových. Tím mělo dojít ke zlepšení ovzduší i budoucího rozvoje města.
Původně měla být využita odstavená elektrárna v Andělské Hoře, od tohoto záměru bylo odstoupeno kvůli vzdálenosti a s ní související komplikaci odběrů. Stavba byla umístěna na vhodnější místo do středu města na bývalé fotbalové hřiště Tatranu u třídy Zdeňka Nejedlého (dnes Dr. Milady Horákové). Tato lokalita měla zjevnou výhodu v blízkosti železnice pro zásobování palivem a blízkosti vodního zdroje (Lužická Nisa) pro zásobování napájecí vodou. Nevýhoda pozice v údolí byla odstraněna 132,5 m vysokým komínem, zaručujícím neznečišťování ovzduší emisemi.
Zpracovaný projekt teplárny spalující uhlí byl využit ve Dvoře Králové, v Liberci se od něj odstoupilo kvůli problémům s přepravou. Jako topné médium byl zvolen mazut kvůli jeho tehdejší kvalitě a příznivé ceně ropy ze Sovětského svazu. Zdroj mělo tvořit 5 kotlů s úhrnným výkonem 495 tun páry za hodinu.
Termín dokončení v roce 1975 nebyl dodržen, od října 1976 byl zahájen provizorní provoz s jedním kotlem. Druhý kotel s parním turbínovým generátorem elektrické energie byl zprovozněn v dubnu 1977, čímž byl zahájen oficiální provoz.
V 80. letech docházelo k odstraňování provozních nedostatků a optimalizaci provozu. Vlivem napojování dalších odběratelů docházela kapacita vyráběné páry, proto byl opět zaveden provoz v některých dříve odstavených kotelnách. Po dohodě v roce 1983 Železniční opravny a strojírny Liberec změnily původní záměr a zdroj tepla postavily v areálu teplárny jako pomocnou kotelnu se třemi nízkotlakými kotli. V roce 1988 byl do hlavní kotelny přistavěn třetí vysokotlaký kotel.
V 90. letech došlo k přestavbě hořáků základních kotlů na dvoupalivové (mazut a zemní plyn) – kombinovaným spalováním došlo ke snížení emisí oxidu siřičitého. Byl vystavěn další zásobník mazutu a přečerpávací stanice umožňující stáčení mazutu z autocisteren.
V roce 1996 byla teplárna technologicky propojena s nově postavenou spalovnou odpadů, od které od roku 1999 odebírá páru a dodává ji do rozvodné sítě.

## Provozovatelé
- Energoinvest Praha, později České energetické závody Praha
- Severočeské teplárny a. s.
- United Energy
- Teplárna Liberec, a. s. (člen skupiny MVV Energie)
- Teplárna Liberec, a. s. (člen skupiny ENETIQA)